# Purgier-Kreuzdorn

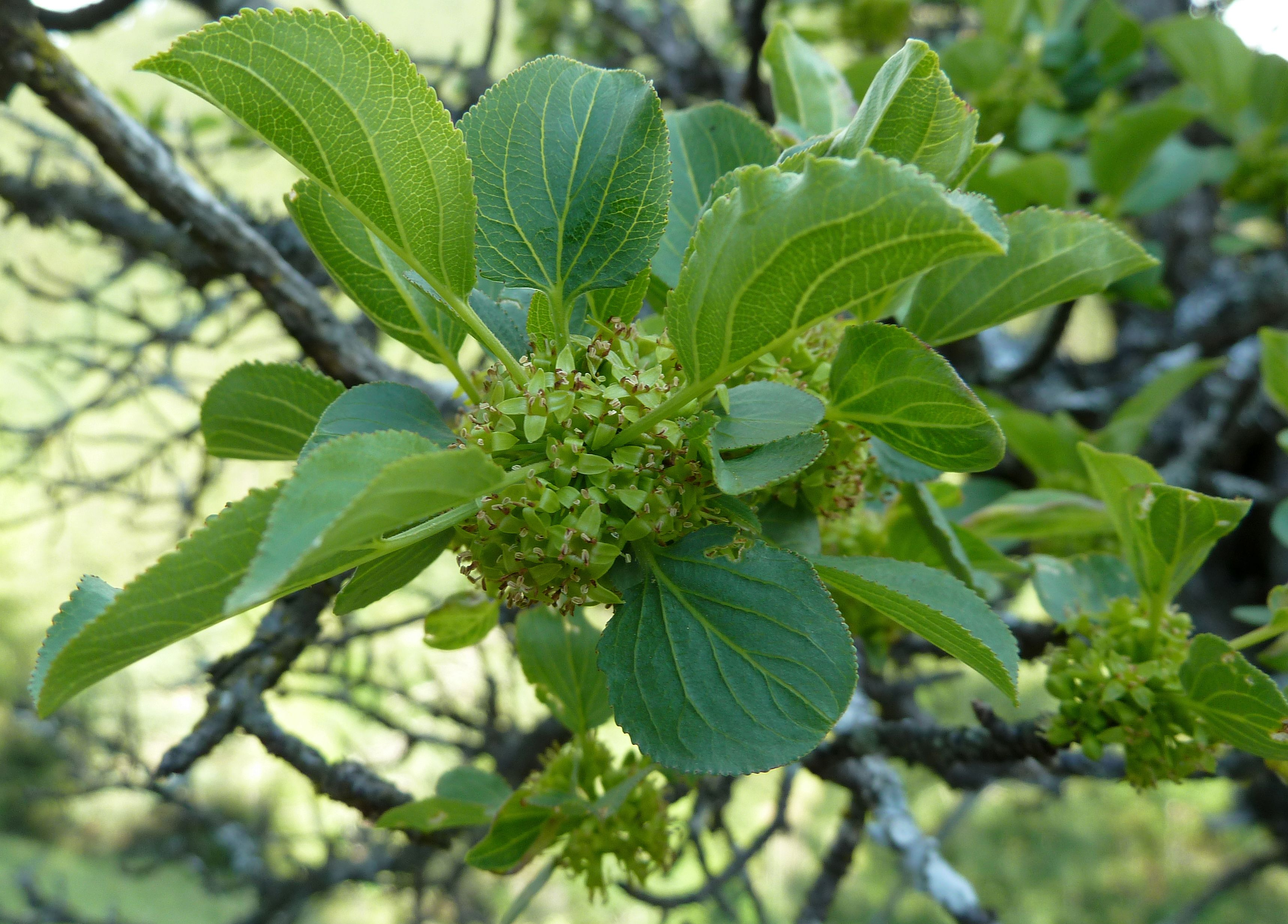
Zweig mit einfachen Laubblättern und vierzähligen Blüten

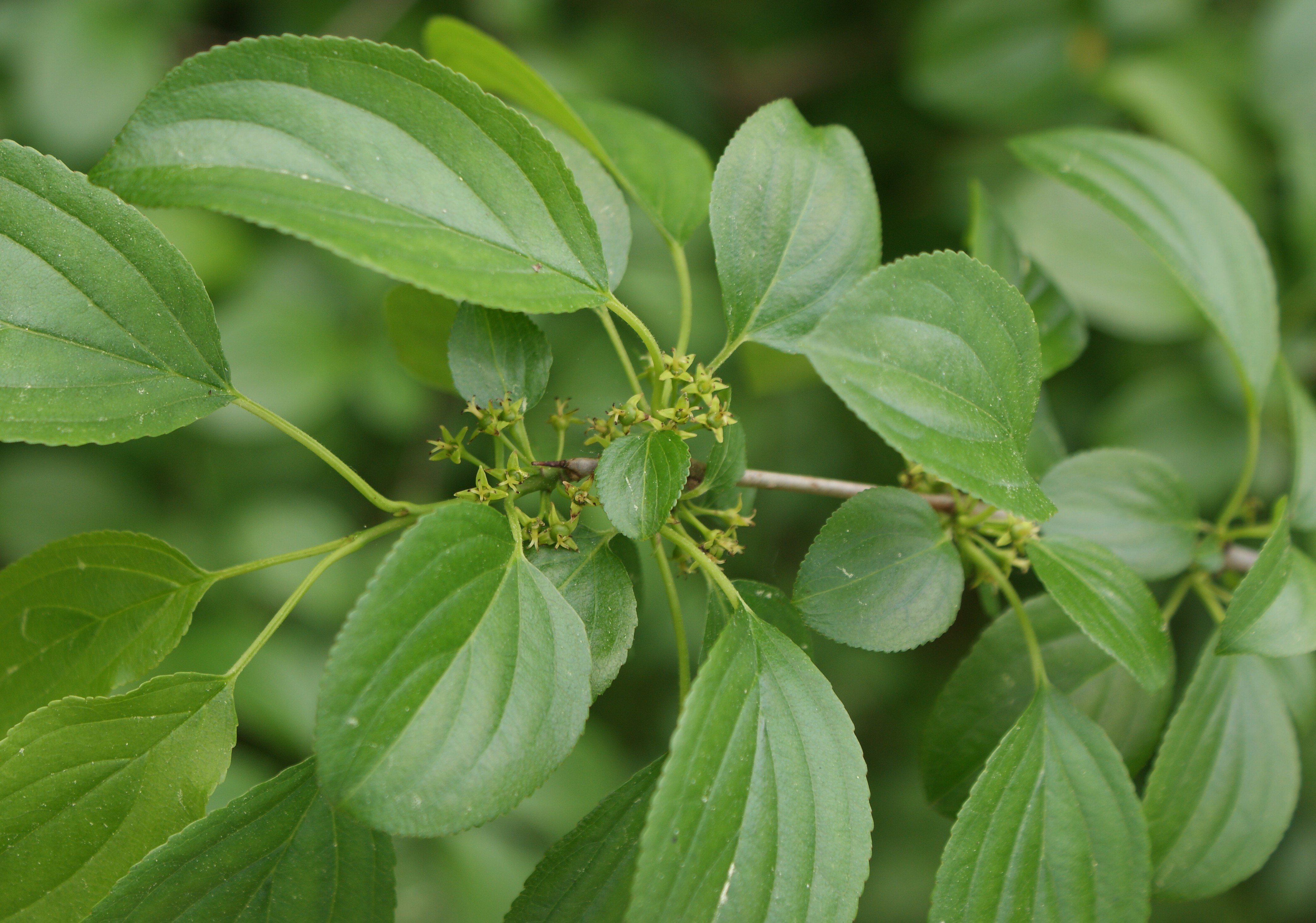
Purgier-Kreuzdorn (Rhamnus cathartica)

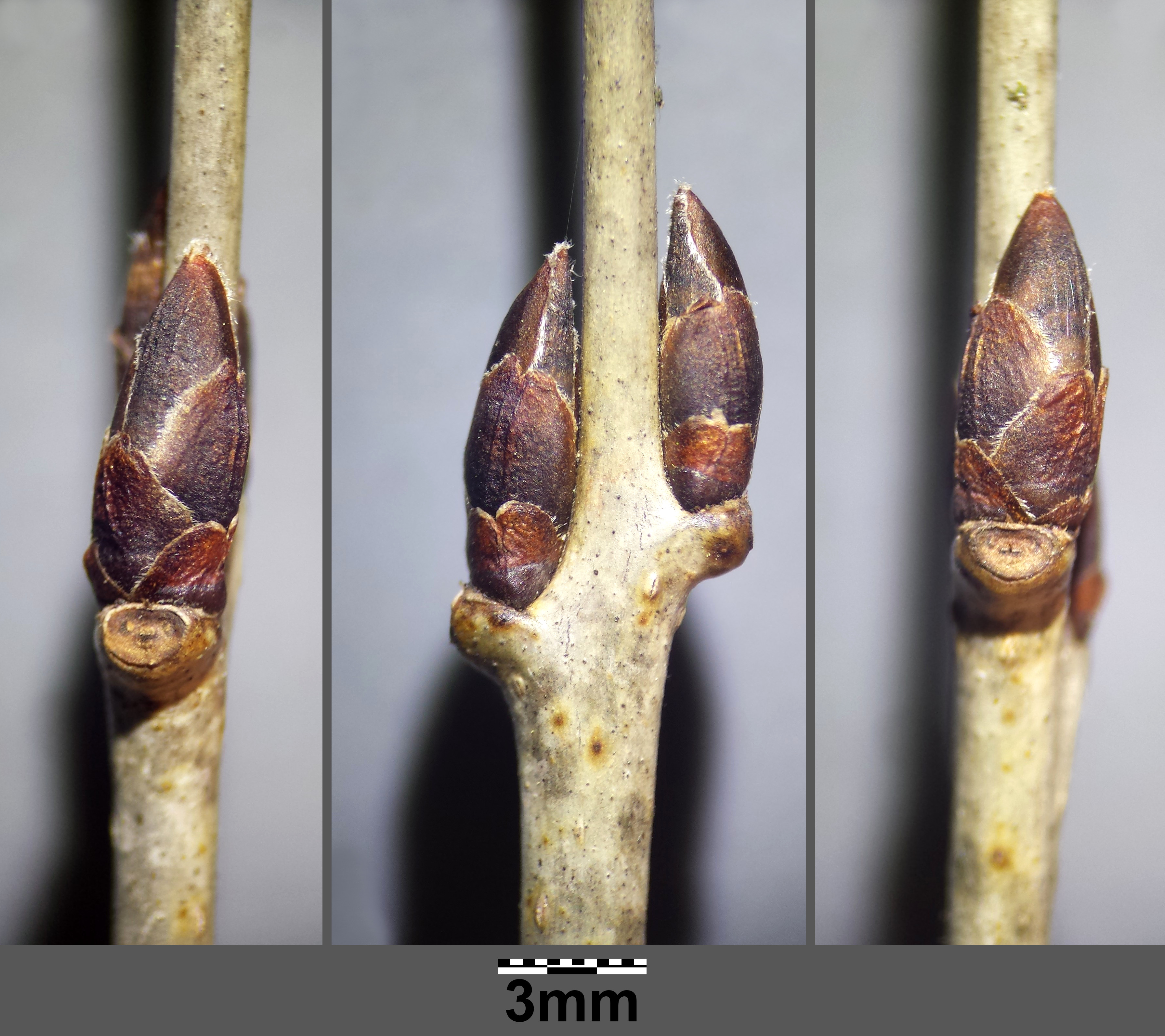
Im Winter ist die Art an ihren „fast“ gegenständig angeordneten, dunkelbraunen und nach innen gebogenen Knospen zu erkennen

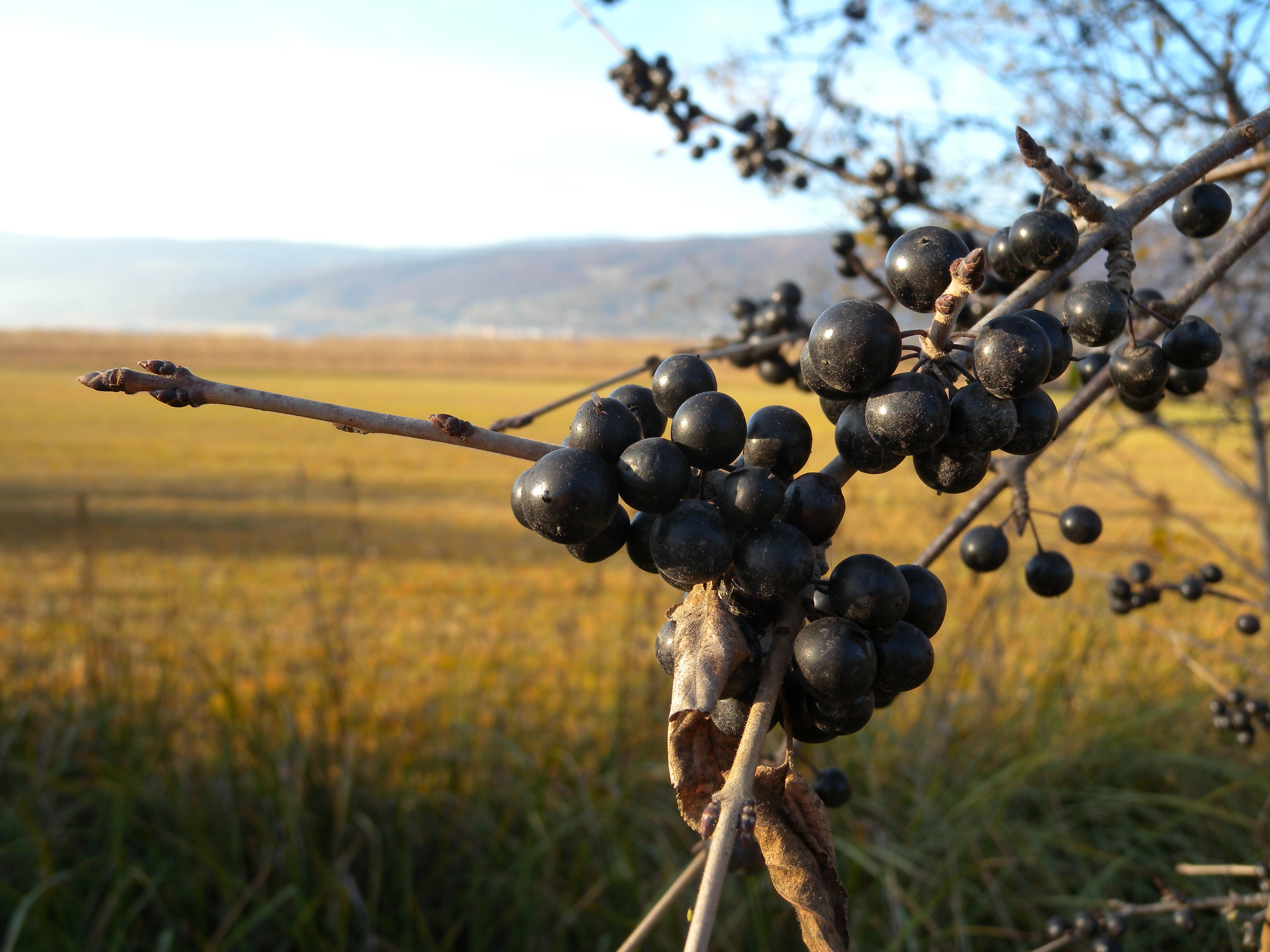
Rhamnus cathartica, Früchte

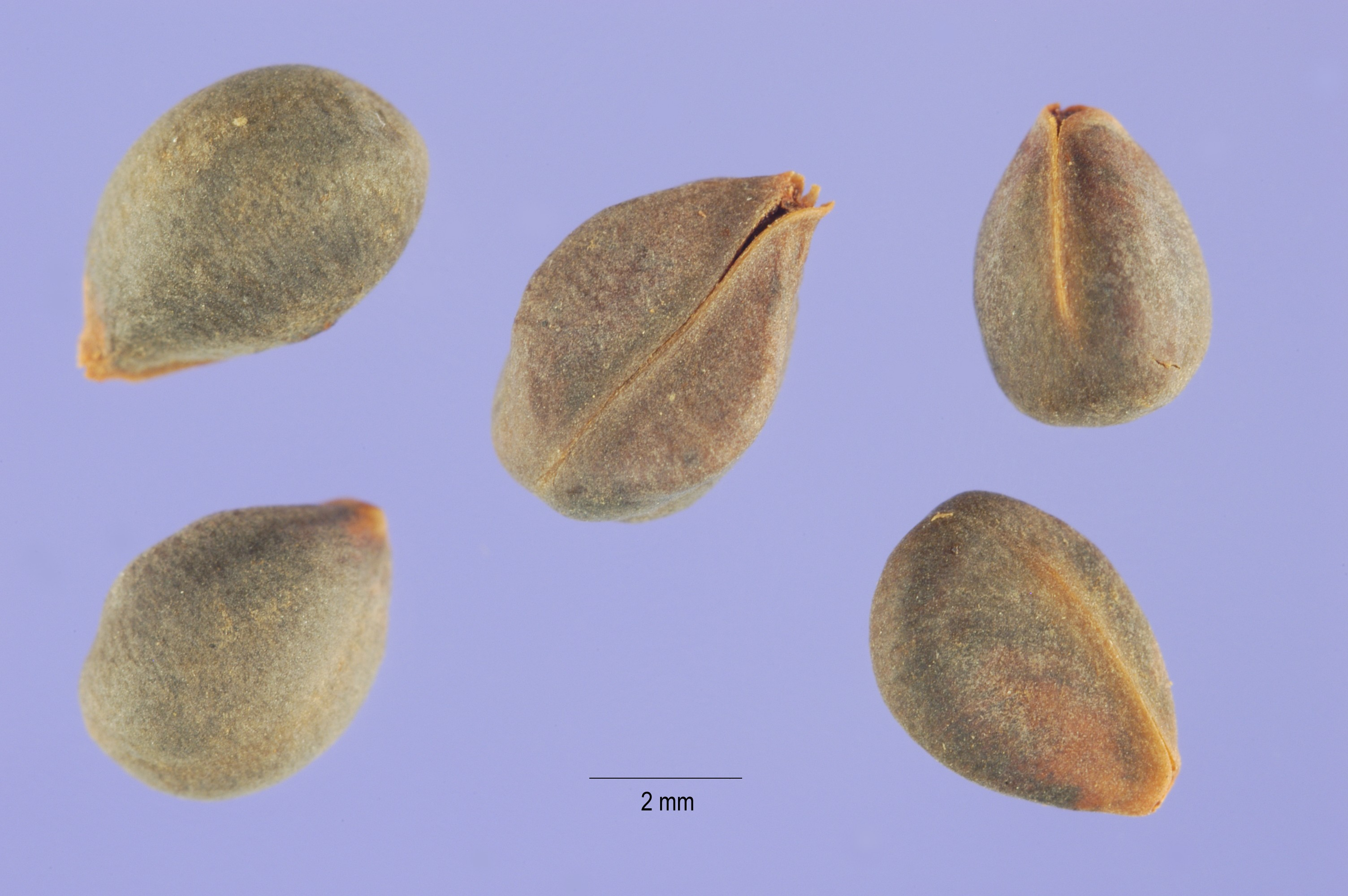
Steinkerne

Der Purgier-Kreuzdorn (Rhamnus cathartica, Syn.: Rhamnus catharticus L.) ist eine Pflanzenart aus der Familie der Kreuzdorngewächse (Rhamnaceae). Sie ist eine in Eurasien und Nordafrika heimische und beispielsweise in Nordamerika invasive Pflanze.

## Namensgebung
Der Purgier-Kreuzdorn hat auch folgende weitere Trivialnamen: Purgierdorn, Purgierstrauch, Kreuzbeerstrauch, Kreuzdorn, Echter Kreuzdorn, (Echter) Wegedorn, Wegdorn sowie Färbebaum, Feldbeerbaum, Hexendorn, Hirschdorn, Stechdorn.
Die Bezeichnung Kreuzdorn kommt von den zuweilen im Kreuz stehenden Zweigen bzw. Dornen, der Name Purgierdorn (purgieren: abführen) von den giftigen Früchten mit ihrer abführenden Wirkung.
Für seine Früchte sind folgende Namen bekannt; Amselbeeren, Gelbbeeren, Schissbeeren, Rainbeeren, Kreuz- und Kreuzdornbeeren.

## Beschreibung
Der Purgier-Kreuzdorn wächst als sparriger, sommergrüner Strauch und erreicht Wuchshöhen von 3 Metern oder als kleiner Baum bis über 6 Meter, als solcher kann er auch ein Alter von rund 100 Jahren erreichen. Der Stammdurchmesser erreicht bis über 50 Zentimeter. Die Rinde des Kreuzdornes ist glatt und weist erst im Alter einige Risse auf. Er besitzt Dornen an den Zweigenden, die ihm seinen deutschen Namen verliehen haben. Die einfachen und kahlen, kurz gestielten Laubblätter weisen eine Länge von 3 bis 7 Zentimeter auf. Die Blattstellung ist schief gegenständig. Die Blätter sind eiförmig bis elliptisch oder rundlich, seltener verkehrt-eiförmig und fein gesägt oder gekerbt sowie bespitzt bis spitz oder rundspitzig, seltener stumpf bis gestutzt oder abgerundet.
Die Blütezeit reicht von Mai bis Juni. Die kleinen und gestielten Blüten bilden sich in achselständigen Büscheln. Der Purgier-Kreuzdorn ist zweihäusig getrenntgeschlechtig (diözisch). In den funktional eingeschlechtlichen Blüten finden sich jeweils Rudimente des anderen Geschlechts, wobei die etwas größeren männlichen Blüten noch verkümmerte Fruchtknotenreste und die weiblichen Blüten noch rudimentäre Staubblätter aufweisen. Die unscheinbaren, grünen Blüten sind radiärsymmetrisch und vierzählig mit doppelter Blütenhülle. Die Petalen sind nur klein und sind an die Staubblätter oder Staminodien gepresst, die größeren, ausladenden Kelchblätter sind schmal-dreieckig. Der vierkammerige Fruchtknoten ist mittelständig mit einem Griffel mit vier Ästen. Die Griffel sind verschieden lang (Heterostylie). Es ist jeweils ein Diskus vorhanden.
Die bei einem Durchmesser von 6 bis 10 Millimeter kugeligen, bei Reife schwarz-violetten, glatten und fleischigen Steinfrüchte enthalten drei bis vier dreikantige, einsamige, eiförmige, etwa 3,5–5 Millimeter lange, knorpelige Steinkerne (Pyrene).
Die Chromosomenzahl beträgt 2n = 24.

## Ökologie
Die Blüten sind unscheinbare, „Nektar führende Scheibenblumen“. Der Nektar wird offen von einem Diskus abgegeben. Die Bestäubung erfolgt besonders durch Fliegen und Hautflügler.
Es findet Verdauungsverbreitung durch Vögel statt. Fruchtreife erfolgt von September bis Oktober.
Vegetative Vermehrung erfolgt durch Wurzelsprosse.

## Vorkommen
Das Verbreitungsgebiet des Purgier-Kreuzdorn umfasst beinahe ganz Europa und erstreckt sich über Nordwestafrika bis nach Westasien.
Der Kreuzdorn ist kalkliebend, ansonsten aber pH-indifferent. Man findet ihn sowohl in Auwäldern, Hecken und Wegrändern als auch an felsigen Hängen. In Deutschland ist er weit verbreitet – vom Norddeutschen Tiefland bis zu den Alpen in Höhenlagen von 1600 Metern. Die bevorzugte Lage ist in der Strauchschicht in einer Höhe bis 800 Meter über dem Meeresspiegel. Er ist in Mitteleuropa eine Berberidion-Verbandscharakterart, kommt aber auch in Gesellschaften der Ordnung Quercetalia pubescenti-petraeae vor.
Die ökologischen Zeigerwerte nach Landolt et al. 2010 sind in der Schweiz: Feuchtezahl F = 2+w+ (frisch aber stark wechselnd), Lichtzahl L = 3 (halbschattig), Reaktionszahl R = 4 (neutral bis basisch), Temperaturzahl T = 3+ (unter-montan und ober-kollin), Nährstoffzahl N = 2 (nährstoffarm), Kontinentalitätszahl K = 4 (subkontinental).

## Schädlinge
Der Purgier-Kreuzdorn ist ein Zwischenwirt des orangefarbenen Hafer-Kronenrostes (Puccinia coronata), der ein bedeutender Schädling des Getreides und der Futtergräser darstellt. Ferner ist er Nahrungspflanze für die Raupen des Zitronenfalters (Gonepteryx rhamni) und für die des Großen Kreuzdornspanners (Philereme transversata).

## Nutzung
Die Früchte verwendet man getrocknet als Abführmittel; hingegen kann der Verzehr von unreifen Früchten – vor allem bei Kindern – zu Vergiftungserscheinungen führen. Der abführenden Wirkung hat der Strauch seinen botanischen Namen cathartica (altgriechisch: katarthikos für reinigend) zu verdanken.
Früher wurde aus den Früchten das „Saftgrün“ der Maler und aus den getrockneten, im Mörser zerkleinerten Beeren als wässriger Auszug ein gelber Farbstoff zum Beizen von Holz (15.–17. Jahrhundert) hergestellt.
Das Holz ist hart und schwer, es eignet sich gut zum Drechseln oder im Möbelbau.

## Giftigkeit
Die Früchte gelten als giftig. Die Rinde ist ebenso giftig für den Menschen.